# Lomatia simplex
Lomatia simplex är en tvåvingeart som först beskrevs av Christian Rudolph Wilhelm Wiedemann 1819.  Lomatia simplex ingår i släktet Lomatia och familjen svävflugor. Inga underarter finns listade i Catalogue of Life.